# Forces de défense d'État
Ne doit pas être confondu avec United States National Guard.
Les forces de défense d'État (en anglais : State defense forces), aussi connues comme garde d'État, réserve militaire d'État ou milice d'État, sont des unités de milice opérant sous la seule autorité d'un gouvernement ou gouverneur d'un État des États-Unis, et se distinguent de la Garde nationale des États-Unis par le fait qu'elles ne sont pas des forces militaires fédérales.

## Bases légales
Leur origine remonte à la loi sur les milices de 1903 réorganisant la garde nationale.
Autorisées par les lois d'État et fédérales, les forces de défense d'État dans leur ensemble « ne doivent pas être appelées, commandées ou enrôlées dans les forces armées » (des États-Unis) selon le paragraphe 109 du titre 32 du code des États-Unis ; cependant, le paragraphe précise en outre que les individus servant dans les forces de défense d'État ne sont pas un exemple de conscription.

## Liste des Forces de Défenses d'État

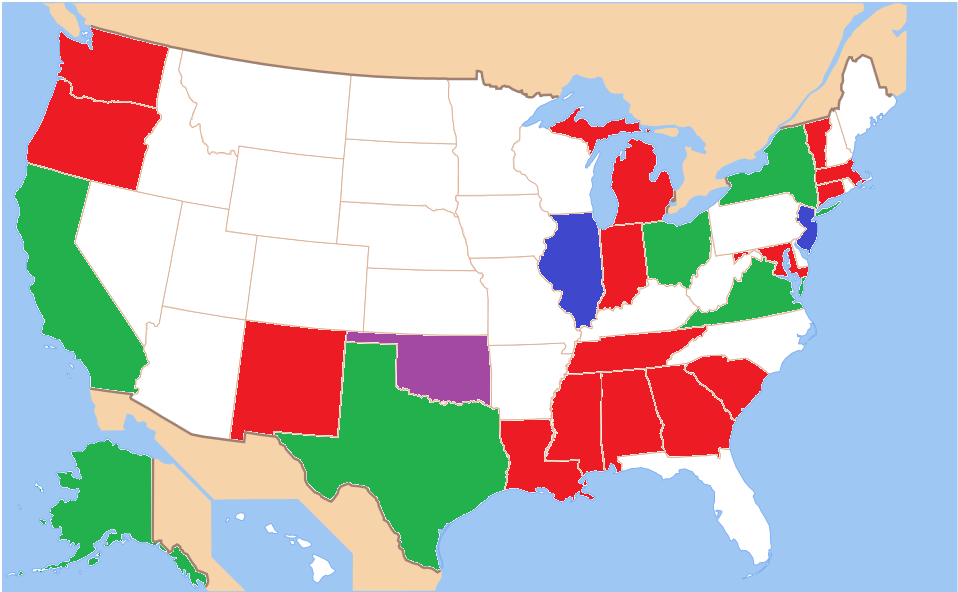
États disposant de forces de défense en 2011 :
Armée de terre et marine
Armée de terre
Marine
Inactif

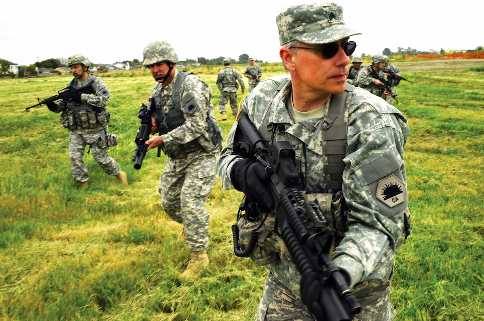
Membres de la Réserve militaire de l’État de Californie en 2013. Elle compte environ 1500 membres.

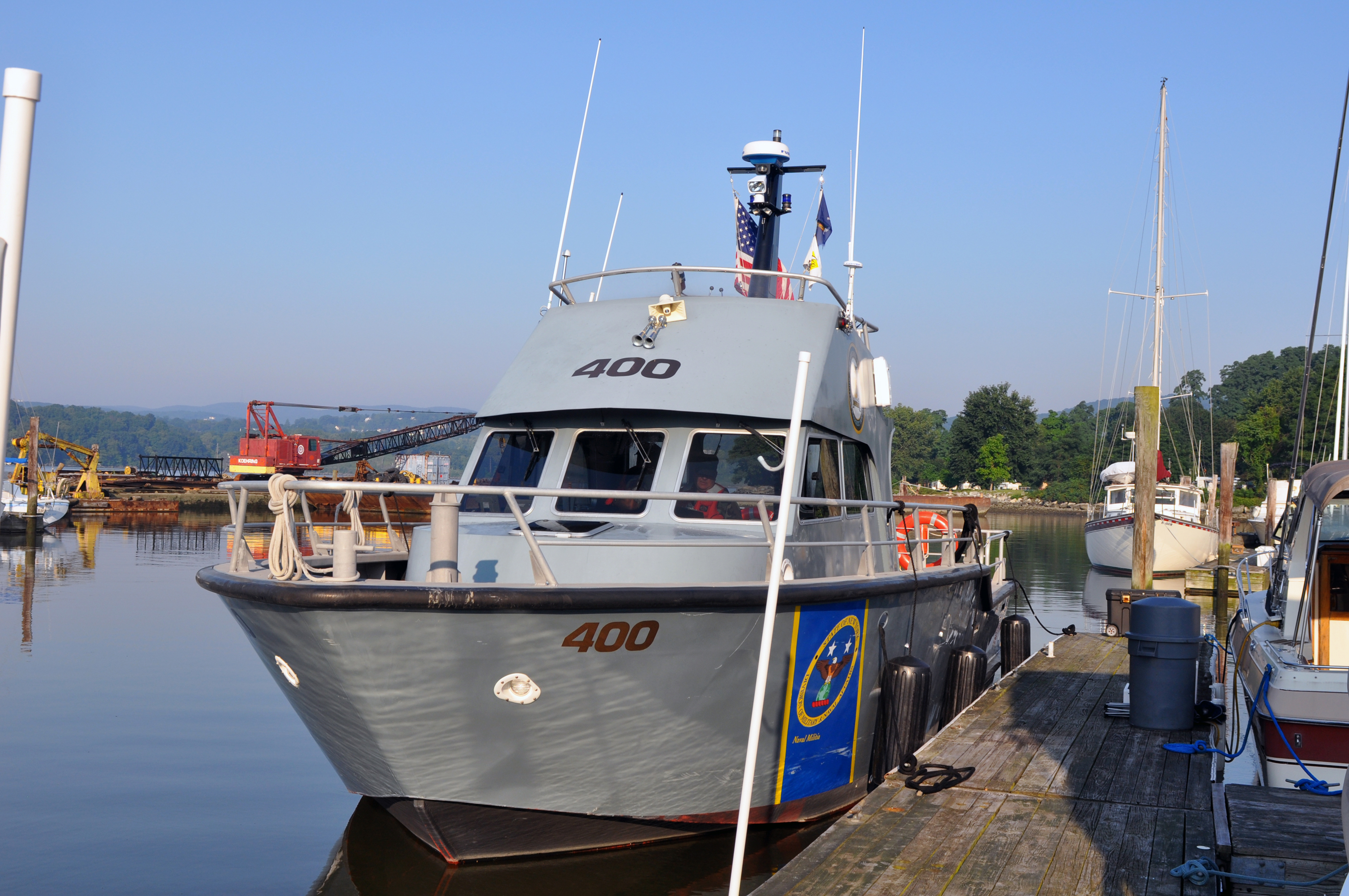
Kinston 40 SAR de la milice navale de l’État de New York en 2009. Il a été construit au Canada en 2004.

Avec Porto Rico, environ 22 États disposent forces de défense d'État qui peuvent être appelées pendant les missions de gestion des urgences et de sécurité intérieure.
| État/Territoire      | Statut      | Composante terrestre                        | Composante navale                    | Composante aérienne | Législation de l'État |
| -------------------- | ----------- | ------------------------------------------- | ------------------------------------ | ------------------- | --------------------- |
| Alabama              | Inactive    | Alabama State Defense Force                 |                                      |                     | [ 2 ]                 |
| Alaska               | Active      | Alaska State Defense Force[réf. nécessaire] | Alaska Naval Militia                 |                     | [ 4 ]                 |
| Arizona              | Inexistante |                                             |                                      |                     | [ 5 ]                 |
| Arkansas             | Inactive    | Arkansas State Guard                        |                                      |                     | [ 6 ]                 |
| Californie           | Active      | California State Guard                      | Cal Guard Maritime,                  |                     | [ 10 ]                |
| Caroline du Nord     | Inactive    | North Carolina State Defense Militia        |                                      |                     | [ 12 ]                |
| Caroline du Sud      | Active      | South Carolina State Guard                  | South Carolina Naval Militia         |                     | [ 14 ]                |
| Colorado             | Inactive    | Colorado State Defense Force                |                                      |                     | [ 15 ]                |
| Connecticut          | Active      | Connecticut State Militia Units             | Connecticut Naval Militia (inactive) |                     | [ 17 ]                |
| Dakota du Nord       | Inexistante |                                             |                                      |                     | [ 18 ]                |
| Dakota du Sud        | Inactive    | South Dakota State Guard                    |                                      |                     | [ 19 ]                |
| Delaware             | Inactive    | Delaware State Guard                        |                                      |                     | [ 20 ]                |
| Floride              | Inactive    | Florida State Guard                         | Florida Naval Militia                |                     | [ 21 ]                |
| Géorgie              | Active      | Georgia State Defense Force                 | Georgia Naval Militia (inactive)     |                     | [ 23 ]                |
| Hawaï                | Inactive    | Hawaii Territorial Guard                    |                                      |                     | [ 24 ]                |
| Idaho                | Inactive    | Idaho State Guard                           |                                      |                     | [ 25 ]                |
| Illinois             | Inactive    | Illinois State Guard                        | Illinois Naval Militia               |                     | [ 28 ]                |
| Indiana              | Active      | Indiana Guard Reserve                       | Indiana Naval Militia (inactive)     |                     | [ 30 ]                |
| Iowa                 | Inactive    | Iowa State Guard                            |                                      |                     | [ 31 ]                |
| Kansas               | Inactive    | Kansas State Guard                          |                                      |                     | [ 32 ]                |
| Kentucky             | Inactive    | Kentucky Active Militia                     |                                      |                     | [ 33 ]                |
| Louisiane            | Active      | Louisiana State Guard                       |                                      |                     | [ 34 ]                |
| Maine                | Inactive    | Maine State Guard                           |                                      |                     | [ 35 ]                |
| Maryland             | Active      | Maryland Defense Force                      |                                      |                     | [ 37 ]                |
| Massachusetts        | Inactive    | Massachusetts State Defense Force           |                                      |                     | [ 39 ]                |
| Michigan             | Active      | Michigan Volunteer Defense Force            |                                      |                     | [ 41 ]                |
| Minnesota            | Inactive    | Minnesota State Guard                       |                                      |                     | [ 42 ]                |
| Mississippi          | Active      | Mississippi State Guard                     |                                      |                     | [ 44 ]                |
| Missouri             | Active      | Missouri State Defense Force                |                                      |                     | [ 45 ]                |
| Montana              | Inexistante |                                             |                                      |                     | [ 46 ]                |
| Nebraska             | Inactive    | Nebraska State Guard                        |                                      |                     | [ 47 ]                |
| Nevada               | Inexistante |                                             |                                      |                     | [ 48 ]                |
| New Hampshire        | Inactive    | New Hampshire State Guard                   |                                      |                     | [ 49 ]                |
| New Jersey           | Inactive    | New Jersey State Guard                      | New Jersey Naval Militia             |                     | [ 51 ]                |
| New York             | Active      | New York Guard                              | New York Naval Militia               |                     | [ 54 ]                |
| Nouveau-Mexique      | Active      | New Mexico State Defense Force              |                                      |                     | [ 56 ]                |
| Ohio                 | Active      | Ohio Military Reserve                       | Ohio Naval Militia                   |                     | [ 59 ]                |
| Oklahoma             | Inactive    | Oklahoma State Guard                        |                                      |                     | [ 60 ]                |
| Oregon               | Active      | Oregon Civil Defense Force                  |                                      |                     | [ 62 ]                |
| Pennsylvanie         | Inactive    | Pennsylvania State Guard                    |                                      |                     | [ 63 ]                |
| Porto Rico           | Active      | Puerto Rico State Guard                     |                                      | Oui                 |                       |
| Rhode Island         | Inactive    | Rhode Island State Guard                    |                                      |                     | [ 65 ]                |
| Tennessee            | Active      | Tennessee State Guard                       |                                      |                     | [ 67 ]                |
| Texas                | Active      | Texas State Guard                           |                                      |                     | [ 69 ]                |
| Utah                 | Inactive    | Utah State Defense Force                    |                                      |                     | [ 70 ]                |
| Vermont              | Active      | Vermont State Guard                         |                                      | Oui                 | [ 72 ]                |
| Virginie             | Active      | Virginia Defense Force                      | Supprimée                            | Inactive            | [ 75 ]                |
| Virginie-Occidentale | Inexistante |                                             |                                      |                     | [ 76 ]                |
| Washington           | Active      | Washington State Guard                      |                                      |                     | [ 78 ]                |
| Washington, D.C.     | Inexistante |                                             |                                      |                     |                       |
| Wisconsin            | Inactive    | Wisconsin State Defense Force               | Wisconsin Naval Militia              |                     | [ 79 ]                |
| Wyoming              | Inexistante |                                             |                                      |                     | [ 80 ]                |